# Hermann Eichmeyer
Hermann Eichmeyer (* 22. November 1864 in Quakenbrück; † 30. Oktober 1928) war ein deutscher Industrieller.

## Leben
Eichmeyer war Bergbaubeflissener des Oberbergamts Dortmund und studierte das Bergfach an der Universität Berlin und ab 1884 an der Bergakademie Clausthal, wo er Mitglied des Corps Montania wurde. Nach Beendigung seiner Studien wurde er Bergassessor und nach kurzer Beschäftigung beim Oberbergamt in Dortmund 1898 Bergrevierbeamter der Berginspektion Clausthal. Zwischenzeitlich wurde er für ein Jahr als Gutachter bei einer bergmännischen Expedition der Hanseatischen Land-, Minen- und Handelsgesellschaft nach Rehoboth in Deutsch-Südwestafrika eingesetzt. Nach Deutschland zurückgekehrt wurde er 1900 Direktor der Berginspektion Clausthal. 1901 verließ er den Staatsdienst und wechselte in die Zentrale für Bergbau in Frankfurt am Main. 1903 wurde er Vorstandsmitglied und Direktor der Metallurgischen Gesellschaft AG, deren gesamte bergbaulichen Interessen er koordinierte. Ab 1909 war er Generaldirektor und Alleinvorstand der Bensberg-Gladbacher Berg- & Hütten AG Berzelius. Aus gesundheitlichen Gründen zog er sich 1920 aus dem Geschäft zurück, blieb aber technischer Beirat.